# Arctic Race of Norway 2014
L'Arctic Race of Norway 2014, seconda edizione della corsa, valida come prova di classe 2.1 del UCI Europe Tour 2014, si svolse in quattro tappe dal 14 al 17 agosto 2014 per un percorso totale di 708 km. La corsa partì da Hammerfest e si concluse a Tromsø.

## Tappe
| Tappa  | Data      | Percorso               | km  | Vincitore di tappa   | Leader cl. generale  |
| ------ | --------- | ---------------------- | --- | -------------------- | -------------------- |
| 1ª     | 14 agosto | Hammerfest > Nordkapp  | 204 | Lars Petter Nordhaug | Lars Petter Nordhaug |
| 2ª     | 15 agosto | Honningsvåg > Alta     | 207 | Alexander Kristoff   | Lars Petter Nordhaug |
| 3ª     | 16 agosto | Alta > Kvænangsfjellet | 132 | Simon Špilak         | Steven Kruijswijk    |
| 4ª     | 17 agosto | Tromsø > Tromsø        | 165 | Alexander Kristoff   | Steven Kruijswijk    |
| Totale | Totale    | Totale                 | 708 |                      |                      |

## Squadre partecipanti
Hanno preso parte alla corsa venti formazioni, tra cui cinque squadre partecipanti al World Tour 2014 (BMC Racing Team, Team Giant-Shimano, Belkin Pro Cycling Team, Team Katusha e Cannondale).
| N.    | Cod. | Squadra                      |
| ----- | ---- | ---------------------------- |
| 1-5   | BMC  | BMC Racing Team              |
| 11-16 | GIA  | Team Giant-Shimano           |
| 21-26 | BEL  | Belkin Pro Cycling Team      |
| 31-36 | KAT  | Team Katusha                 |
| 41-45 | CAN  | Cannondale                   |
| 51-56 | IAM  | IAM Cycling                  |
| 61-66 | BSE  | Bretagne-Séché Environnement |
| 71-76 | TNE  | Team NetApp-Endura           |
| 81-86 | COF  | Cofidis, Solutions Crédits   |
| 91-98 | TSV  | Topsport Vlaanderen-Baloise  |

| N.      | Cod. | Squadra                           |
| ------- | ---- | --------------------------------- |
| 101-106 | WGG  | Wanty-Groupe Gobert               |
| 111-116 | WBC  | Wallonie-Bruxelles                |
| 121-126 | MTN  | MTN-Qhubeka                       |
| 131-136 | RLM  | Roubaix-Lille Métropole           |
| 141-146 | UHC  | UnitedHealthcare Pro Cycling Team |
| 151-156 | TSS  | Team Sparebanken Sør              |
| 161-166 | TJO  | Team Joker                        |
| 171-176 | OHR  | Team Øster Hus-Ridley             |
| 181-186 | KRA  | Team Ringeriks-Kraft              |
| 191-196 | FIX  | Team Fixit.no                     |

## Dettagli delle tappe

### 1ª tappa
- 14 agosto: Hammerfest > Nordkapp – 204 km

Risultati
| Pos. | Corridore         | Squadra    | Tempo    |
| ---- | ----------------- | ---------- | -------- |
| 1    | Lars Nordhaug     | Belkin     | 4h51'03" |
| 2    | Davide Villella   | Cannondale | a 11"    |
| 3    | Steven Kruijswijk | Belkin     | a 13"    |

| Pos. | Corridore         | Squadra    | Tempo    |
| ---- | ----------------- | ---------- | -------- |
| 1    | Lars Nordhaug     | Belkin     | 4h51'03" |
| 2    | Davide Villella   | Cannondale | a 11"    |
| 3    | Steven Kruijswijk | Belkin     | a 13"    |

### 2ª tappa
- 15 agosto: Honningsvåg > Alta – 207 km

Risultati
| Pos. | Corridore          | Squadra  | Tempo    |
| ---- | ------------------ | -------- | -------- |
| 1    | Alexander Kristoff | Katusha  | 5h30'08" |
| 2    | Thor Hushovd       | BMC      | s.t.     |
| 3    | Edward Theuns      | Topsport | s.t.     |

| Pos. | Corridore         | Squadra    | Tempo     |
| ---- | ----------------- | ---------- | --------- |
| 1    | Lars Nordhaug     | Belkin     | 10h21'11" |
| 2    | Davide Villella   | Cannondale | a 11"     |
| 3    | Steven Kruijswijk | Belkin     | a 13"     |

### 3ª tappa
- 16 agosto: Alta > Kvænangsfjellet – 132 km

Risultati
| Pos. | Corridore         | Squadra | Tempo    |
| ---- | ----------------- | ------- | -------- |
| 1    | Simon Špilak      | Katusha | 3h18'39" |
| 2    | Steven Kruijswijk | Belkin  | s.t.     |
| 3    | Jonathan Hivert   | Belkin  | a 15"    |

| Pos. | Corridore         | Squadra    | Tempo     |
| ---- | ----------------- | ---------- | --------- |
| 1    | Steven Kruijswijk | Belkin     | 13h39'57" |
| 2    | Lars Nordhaug     | Belkin     | a 8"      |
| 3    | Davide Villella   | Cannondale | a 17"     |

### 4ª tappa
- 17 agosto: Tromsø > Tromsø – 165 km

Risultati
| Pos. | Corridore          | Squadra    | Tempo    |
| ---- | ------------------ | ---------- | -------- |
| 1    | Alexander Kristoff | Katusha    | 3h42'08" |
| 2    | Thor Hushovd       | BMC Racing | s.t.     |
| 3    | Sam Bennett        | NetApp     | a 2"     |

| Pos. | Corridore          | Squadra | Tempo     |
| ---- | ------------------ | ------- | --------- |
| 1    | Steven Kruijswijk  | Belkin  | 17h22'12" |
| 2    | Alexander Kristoff | Katusha | a 4"      |
| 3    | Lars Nordhaug      | Belkin  | a 18"     |

## Evoluzione delle classifiche
| Tappa              | Vincitore            | Classifica generale  | Classifica a punti   | Classifica GPM | Classifica giovani | Classifica a squadre    |
| ------------------ | -------------------- | -------------------- | -------------------- | -------------- | ------------------ | ----------------------- |
| 1                  | Lars Petter Nordhaug | Lars Petter Nordhaug | Lars Petter Nordhaug | August Jensen  | Davide Villella    | Belkin Pro Cycling Team |
| 2                  | Alexander Kristoff   | Lars Petter Nordhaug | Lars Petter Nordhaug | August Jensen  | Davide Villella    | Belkin Pro Cycling Team |
| 3                  | Simon Špilak         | Steven Kruijswijk    | Alexander Kristoff   | August Jensen  | Davide Villella    | Belkin Pro Cycling Team |
| 4                  | Alexander Kristoff   | Steven Kruijswijk    | Alexander Kristoff   | August Jensen  | Davide Villella    | Belkin Pro Cycling Team |
| Classifiche finali | Classifiche finali   | Steven Kruijswijk    | Alexander Kristoff   | August Jensen  | Davide Villella    | Belkin Pro Cycling Team |

Maglie indossate da altri ciclisti in caso di due o più maglie vinte
- Nella 2ª tappa Steven Kruijswijk ha indossato la maglia verde al posto di Lars Petter Nordhaug.
- Nella 3ª tappa Alexander Kristoff ha indossato la maglia verde al posto di Lars Petter Nordhaug.

## Classifiche finali

### Classifica generale
| Pos. | Corridore          | Squadra    | Tempo     |
| ---- | ------------------ | ---------- | --------- |
| 1    | Steven Kruijswijk  | Belkin     | 17h22'12" |
| 2    | Alexander Kristoff | Katusha    | a 4"      |
| 3    | Lars Nordhaug      | Belkin     | a 18"     |
| 4    | Davide Villella    | Cannondale | a 19"     |
| 5    | Paul Voss          | NetApp     | a 25"     |
| 6    | Kévin Ledanois     | Bretagne   | a 29"     |
| 7    | Martin Elmiger     | IAM        | a 30"     |
| 8    | Loïc Vliegen       | BMC        | a 42"     |
| 9    | Amaël Moinard      | BMC        | a 45"     |
| 10   | R. Lemarchand      | Cofidis    | a 52"     |

### Classifica a punti
| Pos. | Corridore          | Squadra    | Punti |
| ---- | ------------------ | ---------- | ----- |
| 1    | Alexander Kristoff | Katusha    | 41    |
| 2    | Steven Kruijswijk  | Belkin     | 24    |
| 3    | Thor Hushovd       | BMC        | 24    |
| 4    | L. Peter Nordhaug  | Belkin     | 16    |
| 5    | Davide Villella    | Cannondale | 16    |

### Classifica scalatori
| Pos. | Corridore            | Squadra   | Punti |
| ---- | -------------------- | --------- | ----- |
| 1    | August Jensen        | Øster Hus | 12    |
| 2    | Simon Špilak         | Katusha   | 6     |
| 3    | Lars Petter Nordhaug | Belkin    | 4     |
| 4    | Martin Elmiger       | IAM       | 4     |
| 5    | Frederik Wilmann     | Ringeriks | 4     |

### Classifica giovani
| Pos. | Corridore        | Squadra    | Tempo     |
| ---- | ---------------- | ---------- | --------- |
| 1    | Davide Villella  | Cannondale | 17h22'31" |
| 2    | Kévin Ledanois   | Bretagne   | a 10"     |
| 3    | Loïc Vliegen     | BMC        | a 23"     |
| 4    | Matthias Brändle | IAM        | a 58"     |
| 5    | V. Stake Laengen | Bretagne   | a 1'08"   |

### Classifica a squadre
| Pos. | Squadra                     | Tempo     |
| ---- | --------------------------- | --------- |
| 1    | Belkin Pro Cycling Team     | 52h08'42" |
| 2    | Team NetApp-Endura          | a 1'14"   |
| 3    | IAM Cycling                 | a 3'09"   |
| 4    | Topsport Vlaanderen-Baloise | a 3'23"   |
| 3    | Roubaix Lille Métropole     | a 3'34"   |